# 欧特皮埃尔-勒沙特莱
欧特皮埃尔-勒沙特莱（法語：Hautepierre-le-Châtelet，法語發音：[otpjɛʁ lə ʃatlɛ]）是法国杜省的一个旧市镇，属于蓬塔利耶区。欧特皮埃尔-勒沙特莱于1907年由原市镇欧特皮埃尔（Hautepierre）和沙特莱（Châtelet）合并而成。2016年1月1日，欧特皮埃尔-勒沙特莱和相邻的另外5个市镇合并为新市镇莱普勒米耶萨潘（Les Premiers Sapins）。

## 地理
欧特皮埃尔-勒沙特莱（47°2'54"N, 6°17'18"E）面积9.61 平方千米，位于法国勃艮第-弗朗什-孔泰大區杜省，该省份为法国东部内陆省份，北起上索恩省，西接汝拉省，东部及东南部与瑞士接壤，东北部与贝尔福地区省接壤。
与欧特皮埃尔-勒沙特莱接壤的市镇（或旧市镇、城区）包括：阿托斯、穆捷欧特皮埃尔。
欧特皮埃尔-勒沙特莱的时区为UTC+01:00、UTC+02:00（夏令时）。

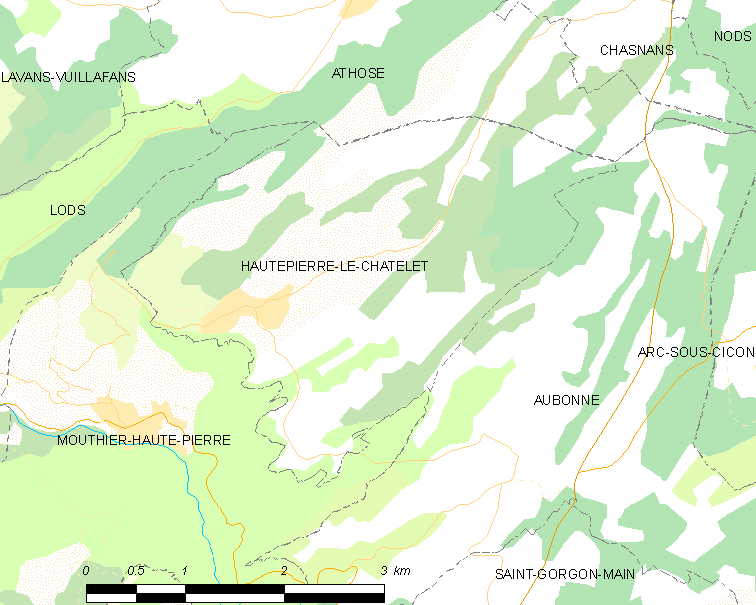
欧特皮埃尔-勒沙特莱的OSM定位图

## 行政
欧特皮埃尔-勒沙特莱的邮政编码为25580，INSEE市镇编码为25302。

## 政治
欧特皮埃尔-勒沙特莱所属的省级选区为瓦尔达翁县。

## 人口

1962-2008年间欧特皮埃尔-勒沙特莱人口变化图示

欧特皮埃尔-勒沙特莱于2018年1月1日时的人口数量为107人。